# Ghiacciaio Webster
Il ghiacciaio Webster (in inglese: Webster Glacier) è un ghiacciaio situato sulla costa di Zumberge, nella parte occidentale della Terra di Ellsworth, in Antartide. In particolare, il ghiacciaio, il cui punto più alto si trova a circa 1.600 m s.l.m., si trova nella parte settentrionale della dorsale Patrimonio, nei Monti Ellsworth. Da qui, esso fluisce in direzione nord scorrendo fra la dorsale Frazier, a est, e il versante orientale del picco Pipa, a ovest, fino ad unire il proprio flusso a quello del ghiacciaio Minnesota.

## Storia
Il ghiacciaio Webster è stato mappato dallo United States Geological Survey grazie a ricognizioni terrestri dello stesso USGS e a fotografie aeree scattate dalla marina militare statunitense (USN) nel periodo 1961-66 ed è stato poi così battezzato dal Comitato consultivo dei nomi antartici in onore di Charles W. Webster, meteorologo del Programma Antartico degli Stati Uniti d'America, membro della squadra che risiedette alla Stazione Wilkes nell'inverno del 1963.